# Descenso a nado de la ría del Navia
El Descenso a nado de la ría de Navia se celebra desde 1958 el fin de semana de agosto que la marea lo permite en la ría que forma el río Navia a su paso por la localidad asturiana del mismo nombre. La prueba está organizada por la Asociación de Amigos de la Ría de Navia.
Es una fiesta declarada de Interés Turístico Nacional.

## Historia
Navia es un pueblo costero del occidente de Asturias, situado al borde de una ría. La ría -puerto seguro para los marineros; vía de comercio; recurso nutritivo, gracias a la pesca, para muchas familias, …- ha motivado pues, desde tiempos remotos, la aparición en su entorno de asentamientos de población. En Navia, existe una afición significativa a la natación como deporte competitivo al menos desde principios del siglo XX. En 1958 esa afición da lugar a una convocatoria destacada - el Descenso a nado de la Ría-, cuya celebración anual no se ha interrumpido desde entonces y a cuyo alrededor han ido surgiendo otras actividades natatorias muy notables - el Criterium de los Ases, el MiniDescenso, la Copa Asturias de Larga Distancia, y, recientemente, la celebración de pruebas de la Copa de Europa de Natación de Larga Distancia (Copa LEN), entre ellas, la Superfinal de 2006-.

## Categorías
- Prueba masculina absoluta: para mayores de 16 años sobre una distancia de 5000 metros.
- Prueba femenina absoluta: para mayores de 16 años sobre una distancia de 5000 metros.
- Prueba específica para la categoría de menores A (conjunta para chicos y chicas de entre 13 y 15 años, con clasificaciones separadas para unos y otras): 2400 metros.
- Prueba específica para la cat. de menores B (también conjunta para niños y niñas menores de 12 años con clasificaciones separadas): 1100 metros.
- Masters: de 30 años de edad en adelante. Distancia a elegir
- Trofeos Venera (equipos que más integrantes sumen en las distintas categorías)

## Palmarés
| Vencedores de la prueba masculina absoluta | Vencedores de la prueba masculina absoluta | Vencedores de la prueba masculina absoluta | Vencedores de la prueba masculina absoluta                   | Vencedoras de la prueba femenina absoluta | Vencedoras de la prueba femenina absoluta                                    |
| Edición                                    | Año                                        | Ganador                                    | Club                                                         | Ganadora                                  | Club                                                                         |
| I                                          | 1958                                       | Francisco Méndez                           | La Caridad (El Franco, Asturias)                             | -                                         | -                                                                            |
| II                                         | 1959                                       | Alberto Rodríguez                          | CN Cimadevilla (Gijón, Asturias)                             | María Elena Pérez                         | Navia (Asturias)                                                             |
| III                                        | 1960                                       | Jaime Cuspinera                            | CN Tajamar (Madrid)                                          | Manolita Fernández                        | CN Cimadevilla (Gijón, Asturias)                                             |
| IV                                         | 1961                                       | Alberto Rodríguez                          | CN Santa Olaya (Gijón, Asturias)                             | Paquita Castro                            | CN Santa Olaya (Gijón, Asturias)                                             |
| V                                          | 1962                                       | Luis García                                | Federación Catalana                                          | Paquita Castro                            | CN Santa Olaya (Gijón, Asturias)                                             |
| VI                                         | 1963                                       | Antonio Bessone                            | Sport Algés e Dafundo (Lisboa, Portugal)                     | Paquita Castro                            | CN Santa Olaya (Gijón, Asturias)                                             |
| VII                                        | 1964                                       | Jean Boiteux                               | CN Girondins (Burdeos, Francia)                              | Pilar Von Carsten                         | Real Madrid (Madrid)                                                         |
| VIII                                       | 1965                                       | Carlos Caballero                           | CN Judizmendi (Vitoria, Álava)                               | Pilar Von Carsten                         | Real Madrid (Madrid)                                                         |
| IX                                         | 1966                                       | Aad Oudt                                   | HZ Zian (La Haya, Países Bajos)                              | Ingrid Lapaer                             | HZ Zian (La Haya, Países Bajos)                                              |
| X                                          | 1967                                       | Carlos Bremón                              | Federación Gallega                                           | Lourdes Reparaz                           | CN Judizmendi (Vitoria, Álava)                                               |
| XI                                         | 1968                                       | Koos Roos                                  | HZ Zian (La Haya, Holanda)                                   | Mercedes Von Carsten                      | Real Canoe (Madrid)                                                          |
| XII                                        | 1969                                       | Roberto Beesman                            | Real Canoe (Madrid)                                          | Dulce Gouveia                             | GD Lourenço Marques (Lourenço Marques, Mozambique, Portugal)                 |
| XIII                                       | 1970                                       | Peter Dridekker                            | HZ Zian (La Haya, Países Bajos)                              | Corinne Pitjak                            | HZ Zian (La Haya, Países Bajos)                                              |
| XIV                                        | 1971                                       | Roberto Beesman                            | Real Canoe (Madrid)                                          | Ana Rosa Jorge                            | Sport Algés e Dafundo (Lisboa, Portugal)                                     |
| XV                                         | 1972                                       | Ángel Santamaría                           | DN Portugalete (Portugalete, Vizcaya)                        | Elena Mozo                                | Real Canoe (Madrid)                                                          |
| XVI                                        | 1973                                       | Peter Van Os                               | HZ Zian (La Haya, Países Bajos)                              | Reina Van Der Elst                        | HZ Zian (La Haya, Países Bajos)                                              |
| XVII                                       | 1974                                       | Rosendo Abella                             | CN Sabadell (Sabadell, Barcelona)                            | Reina Van Der Elst                        | HZ Zian (La Haya, Países Bajos)                                              |
| XVIII                                      | 1975                                       | Jorge Molet                                | CN Sabadell (Sabadell, Barcelona)                            | Vicenta Sebastián                         | Real Canoe (Madrid)                                                          |
| XIX                                        | 1976                                       | Jaime Piñeiro                              | SD Parayas (Maliaño, Cantabria)                              | Jeannine Weber                            | HZ Zian (La Haya, Países Bajos)                                              |
| XX                                         | 1977                                       | Fernando Castellanos                       | Real Canoe (Madrid)                                          | Juana Vázquez                             | RGC Covadonga (Gijón, Asturias)                                              |
| XXI                                        | 1978                                       | Antonio Oca                                | CN Encinas (Boadilla del Monte, Madrid)                      | Paloma García                             | Real Canoe (Madrid)                                                          |
| XXII                                       | 1979                                       | Antonio Oca                                | CN Encinas (Boadilla del Monte, Madrid)                      | Paloma García                             | Real Canoe (Madrid)                                                          |
| XXIII                                      | 1980                                       | José Baltar Leite                          | Fluvial Portuense (Oporto, Portugal)                         | Juana Vázquez                             | RGC Covadonga (Gijón, Asturias)                                              |
| XXIV                                       | 1981                                       | Alfredo Indarte                            | Real Canoe (Madrid)                                          | Beatriz Villa                             | RGC Covadonga (Gijón, Asturias)                                              |
| XXV                                        | 1982                                       | Alfredo Indarte                            | Real Canoe (Madrid)                                          | Nuria Álvarez                             | RGC Covadonga (Gijón, Asturias)                                              |
| XXVI                                       | 1983                                       | Javier Meléndez                            | DN Portugalete (Portugalete, Vizcaya)                        | María Luisa González                      | CN Santa Olaya (Gijón, Asturias)                                             |
| XXVII                                      | 1984                                       | Juan Carlos Vallejo                        | Real Canoe (Madrid)                                          | Victoria Maclanda                         | CN Santa Olaya (Gijón, Asturias)                                             |
| XXVIII                                     | 1985                                       | Francisco Delgado                          | RGC Covadonga (Gijón, Asturias)                              | Victoria Maclanda                         | CN Santa Olaya (Gijón, Asturias)                                             |
| XXIX                                       | 1986                                       | Mateo González                             | RGC Covadonga (Gijón, Asturias)                              | Antonia Regales                           | RGC Covadonga (Gijón, Asturias)                                              |
| XXX                                        | 1987                                       | Mateo González                             | RGC Covadonga (Gijón, Asturias)                              | Carmen García                             | CNSantander (Santander, Cantabria)                                           |
| XXXI                                       | 1988                                       | Juan Carlos Vallejo                        | Real Canoe (Madrid)                                          | Ines Rothes                               | Fluvial Portuense (Oporto, Portugal)                                         |
| XXXII                                      | 1989                                       | Xavier Lastra                              | CN Sabadell (Sabadell, Barcelona)                            | Ines Rothes                               | Fluvial Portuense (Oporto, Portugal)                                         |
| XXXIII                                     | 1990                                       | David Meca                                 | CN Sabadell (Sabadell, Barcelona)                            | Elisenda Pérez                            | CN Sabadell (Sabadell, Barcelona)                                            |
| XXXIV                                      | 1991                                       | David Meca                                 | CN Sabadell (Sabadell, Barcelona)                            | Carmen García                             | CN Sabadell (Sabadell, Barcelona)                                            |
| XXXV                                       | 1992                                       | David Meca                                 | CN Sabadell (Sabadell, Barcelona)                            | Elisenda Pérez                            | CN Sabadell (Sabadell, Barcelona)                                            |
| XXXVI                                      | 1993                                       | David Meca                                 | CN Sabadell (Sabadell, Barcelona)                            | Katia Victorero                           | CN Santa Olaya (Gijón, Asturias)                                             |
| XXXVII                                     | 1994                                       | David Meca                                 | CN Sabadell (Sabadell, Barcelona)                            | Luisa Costa                               | Natação FC Porto (Oporto, Portugal)                                          |
| XXXVIII                                    | 1995                                       | David Meca                                 | CN Sabadell (Sabadell, Barcelona)                            | Raquel Lombán                             | CN Santa Olaya (Gijón, Asturias)                                             |
| XXXIX                                      | 1996                                       | David Meca                                 | CN Sabadell (Sabadell, Barcelona)                            | Luisa Costa                               | Natação FC Porto (Oporto, Portugal)                                          |
| XL                                         | 1997                                       | David Meca                                 | CN Sabadell (Sabadell, Barcelona)                            | Mónica Calduch                            | CE Mediterrani (Barcelona)                                                   |
| XLI                                        | 1998                                       | David Meca                                 | CN Sabadell (Sabadell, Barcelona)                            | Aduna Badiola                             | Ondarru Igeri Taldea (Ondarroa, Vizcaya)                                     |
| XLII                                       | 1999                                       | Albert Medrano                             | CN Sabadell (Sabadell, Barcelona)                            | Esther Nuñez                              | CN Sabadell (Sabadell, Barcelona)                                            |
| XLIII                                      | 2000                                       | David Meca                                 | CN Sabadell (Sabadell, Barcelona)                            | Mireia Gómez / Xenia López (ex aequo)     | CN Sabadell (Sabadell, Barcelona)                                            |
| XLIV                                       | 2001                                       | Xavi Núñez                                 | CN Sabadell (Sabadell, Barcelona)                            | Lidia Elizalde                            | CN Sabadell (Sabadell, Barcelona)                                            |
| XLV                                        | 2002                                       | Xavi Núñez                                 | CN Sabadell (Sabadell, Barcelona)                            | Xenia López                               | CN Sabadell (Sabadell, Barcelona)                                            |
| XLVI                                       | 2003                                       | Moisés Negrón                              | Selección Española - CN Castalia (Castellón de la Plana)     | Xenia López                               | CN Sabadell (Sabadell, Barcelona)                                            |
| XLVII                                      | 2004                                       | Quico Hervás                               | Selección Española - CN L'Hospitalet (Hospitalet, Barcelona) | Yurema Requena                            | CN Vila-Real (Villarreal, Castellón)                                         |
| XLVIII                                     | 2005                                       | David Meca                                 | CN Sabadell (Sabadell, Barcelona)                            | Yurema Requena                            | CN Vila-Real (Villarreal, Castellón)                                         |
| XLIX                                       | 2006                                       | Quico Hervás                               | Selección Española - CN L'Hospitalet (Hospitalet, Barcelona) | Cassandra Patten                          | Stockport Metro SC (Stockport, Reino Unido)                                  |
| L                                          | 2007                                       | Quico Hervás                               | Selección Española - CN L'Hospitalet (Hospitalet, Barcelona) | Esther Nuñez                              | CN Sabadell (Sabadell, Barcelona)                                            |
| LI                                         | 2008                                       | Christian Reichert                         | Selección alemana - SC Wiesbaden 1911 (Wiesbaden, Alemania)  | Nadine Pastor                             | Selección alemana -SG EWR Rheinhessen (Mainz, Alemania)                      |
| LII                                        | 2009                                       | Iván Brión                                 | Selección Española - CND Riveira (Ribeira, La Coruña)        | Margarita Domínguez                       | CN Áncora (Cartagena, Murcia)                                                |
| LIII                                       | 2010                                       | Javier Férnandez                           | Selección Española - Real Canoe (Madrid)                     | Isabell Donath                            | Selección alemana - Erfurter SSC (Erfurt, Alemania)                          |
| LIV                                        | 2011                                       | Rob Muffels                                | Selección alemana - STS Elmshorn (Elmshorn, Alemania)        | Érika Villaécija                          | Selección Española - CN Sant Andreu (Barcelona)                              |
| LV                                         | 2012                                       | Christian Reichert                         | Selección alemana - SC Wiesbaden 1911 (Wiesbaden, Alemania)  | Anna Olasz                                | Selección húngara - Szegedi ÚE (Szeged, Hungría)                             |
| LVI                                        | 2013                                       | Rob Muffels                                | Selección alemana - SC Magdeburg (Magdeburg, Alemania)       | Aurélie Muller                            | Selección francesa - CN Sarreguemines (Sarreguemines, Francia)               |
| LVII                                       | 2014                                       | Roman Kozhevnikov                          | Selección rusa                                               | Esther Núñez                              | CN Sabadell (Sabadell, Barcelona)                                            |
| LVIII                                      | 2015                                       | Roger Rabassa                              | Selección española - CN Mataró (Mataró, Barcelona)           | Svenja Zihsler                            | Selección alemana - SV Würzburg 05 (Würzburg, Alemania)                      |
| LIX                                        | 2016                                       | Rob Muffels                                | Selección alemana - SC Magdeburg (Magdeburg, Alemania)       | Paula Ruiz                                | Selección española - CN Mairena del Aljarafe (Mairena del Aljarafe, Sevilla) |
| LX                                         | 2017                                       | Kristóf Rasovszky                          | Selección húngara - Balaton ÚK (Veszprém, Hungría)           | Leonie Beck                               | Selección alemana - SV Würzburg 05 (Würzburg, Alemania)                      |
| LXI                                        | 2018                                       | Dávid Huszti                               | Selección húngara - Darnyi Tamás SC (Budapest, Hungría)      | Veronica Santoni                          | Selección italiana - CC Aniene (Roma, Italia)                                |
| LXII                                       | 2019                                       | Rob Muffels                                | SC Magdeburg (Magdeburg, Alemania)                           | Sharon van Rouwendaal                     | MUC Montpellier (Montpellier, Francia)                                       |
| —                                          | 2020                                       | edición cancelada                          | edición cancelada                                            | edición cancelada                         | edición cancelada                                                            |
| LXIII                                      | 2021                                       | Rob Muffels                                | SC Magdeburg (Magdeburg, Alemania)                           | Ángela Martínez                           | KZM Swimming Team (Elche, Alicante)                                          |
| LXIV                                       | 2022                                       | Andrea Filadelli                           | Rari Nantes - Marina Militare (La Spezia, Italia)            | Amber Keegan                              | City of Sheffield SC (Sheffield, Reino Unido)                                |
| LXV                                        | 2023                                       | Andrea Filadelli                           | Rari Nantes - Marina Militare (La Spezia, Italia)            | Veronica Santoni                          | CC Aniene (Roma, Italia)                                                     |
| LXVI                                       | 2024                                       | Andrea Filadelli                           | Superba Nuoto - Marina Militare (Génova, Italia)             | Celine Rieder                             | Selección alemana - Neckarsulmer SU (Neckarsulm, Alemania)                   |
| LXVII                                      | 2025                                       | Moritz Bockes                              | Selección alemana - (Burglengenfeld, Alemania)               | Caroline Jouisse                          | Nogent Natation - (Saint Mandé, Francia)                                     |